# Serguéi Krianin
Serguéi Mijáilovich Krianin –en ruso, Сергей Михайлович Крянин– (Vótkinsk, URSS, 9 de febrero de 1971) es un deportista ruso que compitió en esquí de fondo.
Ganó una medalla de bronce en el Campeonato Mundial de Esquí Nórdico de 2001, en la prueba de 50 km. Participó en dos Juegos Olímpicos de Invierno, ocupando el quinto lugar en Nagano 1998 (relevo) y el octavo en Salt Lake City 2002 (30 km).

## Palmarés internacional
| Campeonato Mundial | Campeonato Mundial | Campeonato Mundial | Campeonato Mundial |
| Año                | Lugar              | Medalla            | Prueba             |
| ------------------ | ------------------ | ------------------ | ------------------ |
| 2001               | Lahti (Finlandia)  | Medalla de bronce  | 50 km              |